# 大埔公路雙層巴士翻側事故
22°25′13″N 114°11′46″E / 22.420159°N 114.196094°E
大埔公路雙層巴士翻側事故是一宗於2018年2月10日在香港大埔公路—大埔滘段發生的嚴重交通事故。涉案的富豪超級奧林比安（AVW78）於當晚行走九龍巴士872線，由沙田馬場前往大埔中心，巴士在駛經大埔公路－馬料水段與大埔滘段交界期間因轉灣時車速過快而翻側。事件造成19人死亡、67人受傷，為香港史上僅次於屯門公路雙層巴士墮坡事故第二嚴重的陸上交通意外。

## 背景
九龍巴士872線為一條沙田馬場賽馬日散場特別服務路線，於尾場賽事開跑後一小時行走，由沙田馬場單向前往大埔中心，客滿即開，無固定開車時間。
事發現場為大埔區大埔尾村對開的巴士站。該村居民指現場經常發生車禍，被巴士壓毀的大埔尾巴士站，曾於2017年因一宗車禍被剷平，於翌年才獲修復。
九巴在2010年起開始聘請兼職車長，當時這個職位主要由退休車長或假日賺取外快的全職車長所擔任。然則，至2012年起，九巴因人手短缺而大量外聘兼職車長，惟不少只屬業餘巴士迷，且欠缺駕駛經驗。兼職車長每星期只需執勤一至兩天，車長可以彈性選擇工作時間和地點，平均每日工作時間為4小時。為免影響一般巴士路線日常車務運作，大部份大型活動特別專營巴士路線例如沙田馬場散場特別路線、香港大球場大型活動散場特別路線、香港體育館大型活動散場特別路線等由這些車長負責駕駛。而該等車長的工作時間則視乎大型活動散場時間而定，以沙田馬場賽馬日為例，兼職車長當日大約下午兩時出車，工作程序為先駕駛其他常規路線，然後改走一程沙田馬場散場特別路線，之後繼續行走常規路線或改行其他大型活動特別專營巴士路線直至工作時間達4至10小時為止。

### 案發車輛

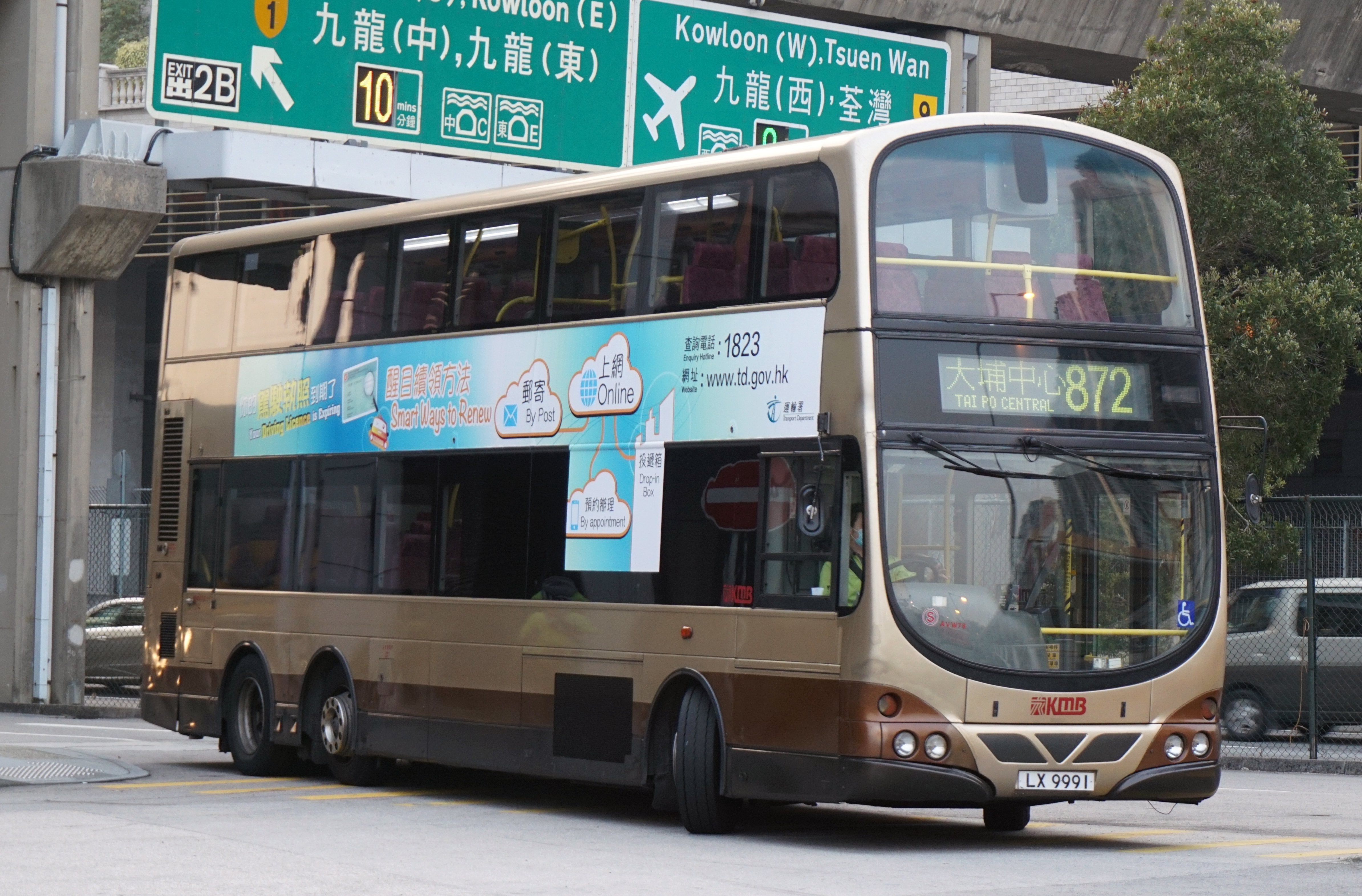
肇事車長及發生意外的872線巴士，攝於2018年2月10日下午事故發生前

肇事巴士是一輛富豪超級奧林比安12米巴士（車隊編號：AVW78，車牌號碼：LX9991，採用Wright Explorer車身，配備ZF 5HP590波箱，引擎為Volvo D10A-285），隸屬沙田車廠，其最高載客量為121人（不包括司機），當中上層設有53個座位；下層則設有27個座位及41個企位。該車於2005年5月25日出牌，當時隸屬屯門車廠，2015年11月和12月先後調往荔枝角車廠和沙田車廠，事發時車齡達12.7年。
2005年，有傳媒報道曾經揭發該巴士型號轉彎時有前輪離地的問題。

### 車長背景
肇事車長陳浩明，曾在影樓工作，12歲時被診斷患有亞氏保加症。他於2014年1月入職九巴，隸屬沙田車廠，原為全職車長，2017年9月轉為兼職車長。他平日任職貿易公司，假日（星期六、日及公眾假期）才於九巴兼職，並無固定駕駛路線，但主要駕駛49X線。
九巴一方曾經表示，陳車長的行車紀錄良好，惟傳媒翻查紀錄後，發現陳加入九巴後首年已涉及一宗交通意外。2014年8月2日凌晨，陳駕駛一部丹尼士三叉戟12米雙層空調巴士（車隊編號：ATR83，車牌號碼：HY5883）行走46X線往顯徑方向的尾班車，駛至葵芳站公共運輸交匯處時因轉彎車速太快而導致車輛失控，撞毀路邊鐵欄及一條石柱，造成一名途人及一名乘客受傷，涉事巴士左邊車頭損毀。九巴其後承認陳曾牽涉上述交通意外，有定罪紀錄，被警方控告不小心駕駛後罪名成立，被罰款900元及扣分。但當年九巴檢視意外經過後，認為陳仍可繼續執行車長職務。
有目擊者聲稱肇事車長因不忿乘客斥責而刻意高速駕駛，其心理質素遂成同事熱議的話題。沙田車廠資深車長稱肇事車長在該廠工作接近一年後，仍無法與其他同事熟絡。另有車長形容肇事車長是一名情緒化的人士，連候車乘客未有揚手示意及下車忘記按落車鐘等瑣碎事情也會致電同事傾訴，且每隔兩至三個月便跟他討論所涉及的輕微交通意外。
陳事後被控告19項誤殺罪和19項危險駕駛引致他人身體受嚴重傷害，到2020年7月7日，高等法院法官李素蘭在聽取求情後，判被告陳浩明監禁14年，終身停牌禁止駕駛。

## 事件經過及善後

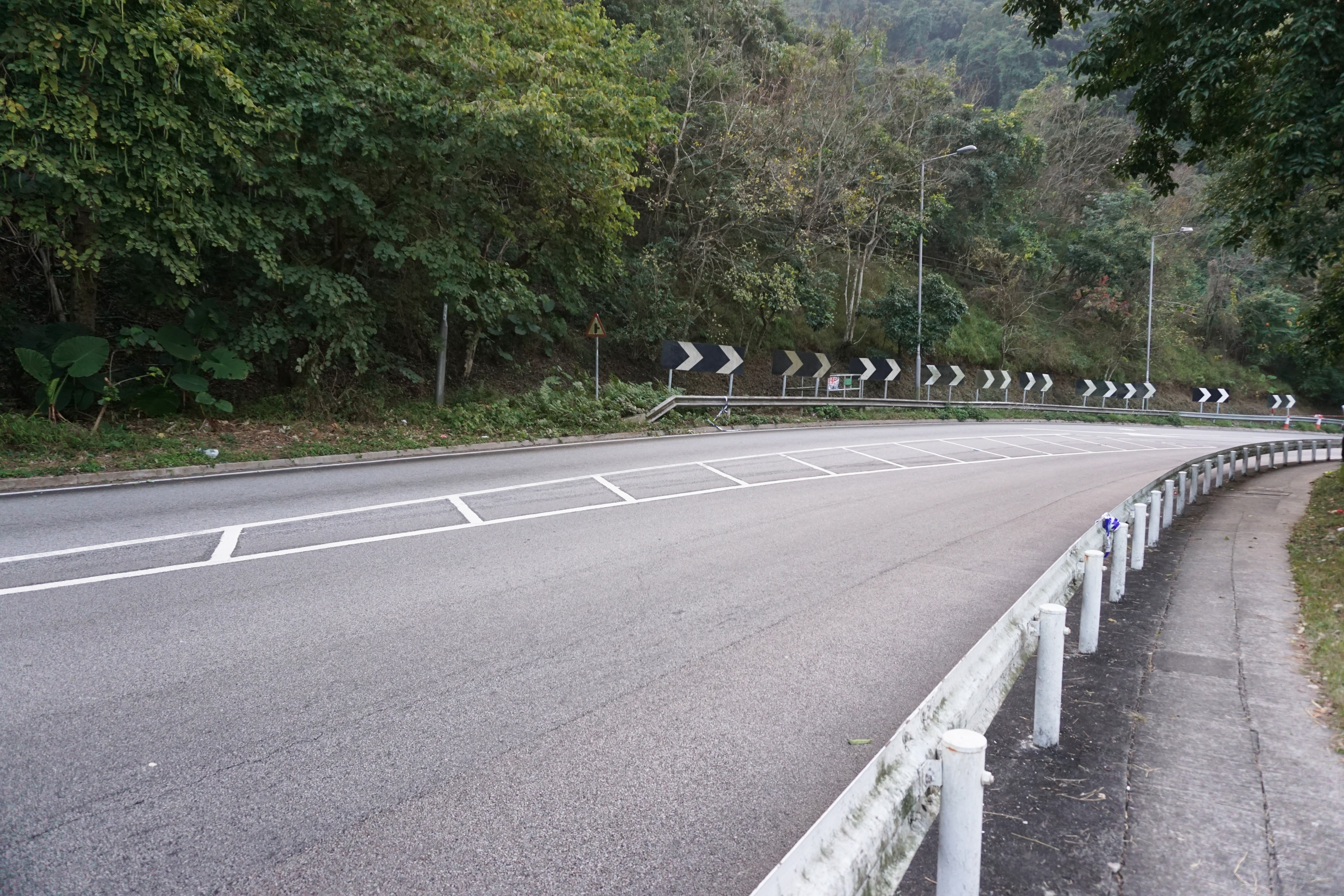
巴士高速落斜時失控，現場留有車胎痕跡

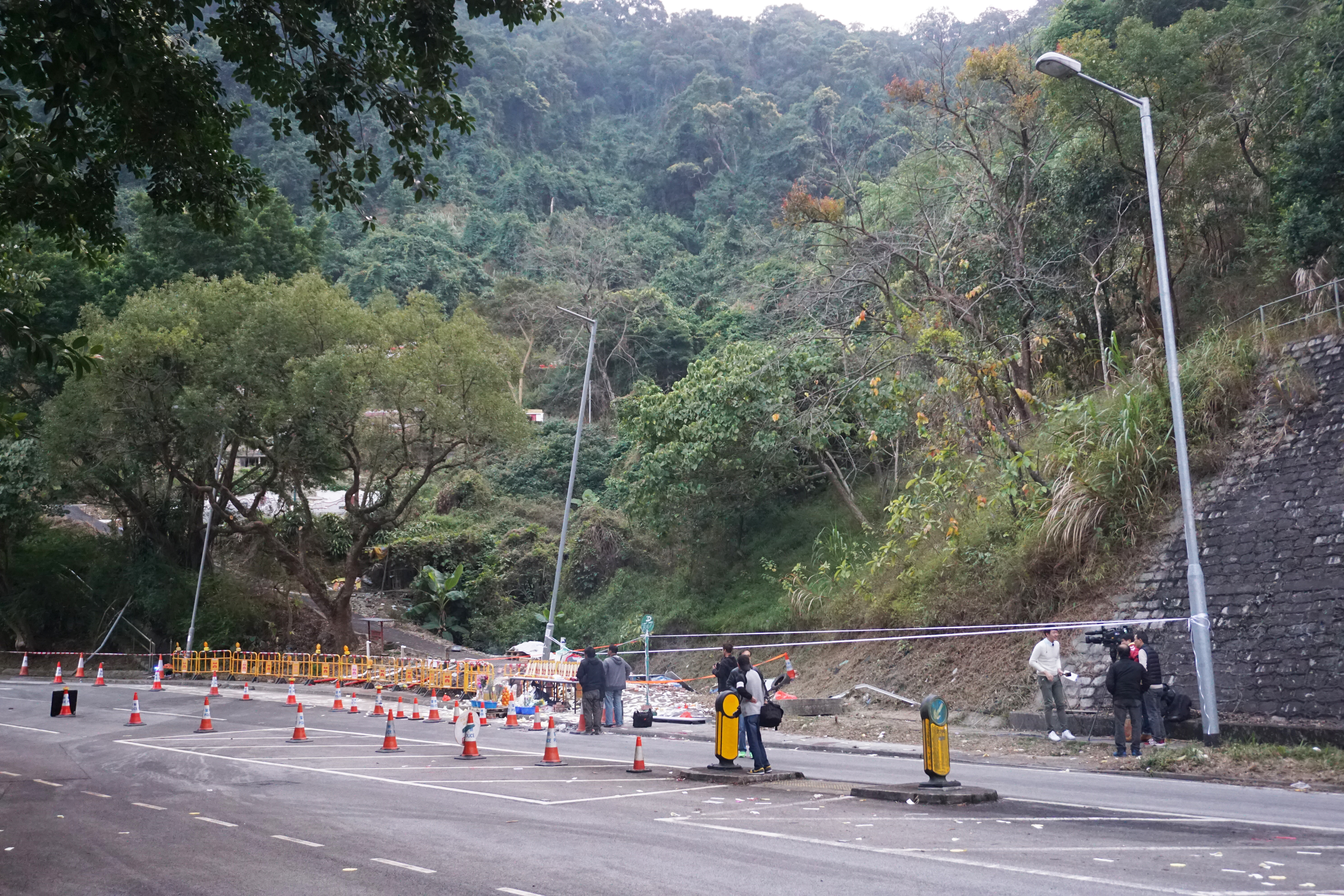
失控後向左翻側，壓毀巴士站並撞歪路燈

### 事故過程
涉事巴士當時正行走由沙田馬場開往大埔中心的特別路線872。事發前，巴士曾延遲開出，而當時排後方的巴士上已有車長，涉事巴士的車長卻沒有準時上車，該車長上車後亦一度拒開車門接載乘客。有指是車長疑因與巴士迷傾談而遲到，亦有指是車長與站長「鬥氣」緣故，
該車最終較平時延遲十分鐘至下午6時05分從總站開出，有乘客曾因此而感到不滿，並指責車長。不排除車長情緒因此而受到影響，並於開車後不斷加快車速。期間，乘客懷疑他「發脾氣」，他在大埔公路上不斷以高速駛過多個彎位。巴士在下午6時13分駛經大埔公路—馬料水段近大埔尾村時，以超越巴士限速的時速75.4公里經過一個急彎，該速度同時超越道路的每小時70公里限速。整輛巴士車身隨即嚴重向左傾側，右邊輪胎更已離開地面。隨即，巴士向左翻側，並失事掃毀沿途的燈柱，並隨即撞毀前面的大埔尾巴士站才停下。
巴士經過多重撞擊後，前半截龍骨連同頭軸及樓梯斷裂，油缸、懸掛系統及引擎爆破，整台底盤亦出現位移，上層部分位置塌陷，左邊剩餘的沙版出現不同程度的磨損，車頂亦被大面積削去，巴士站更被徹底摧毀。。當時車廂一片混亂，車輛翻側後有乘客被拋起壓向其他乘客，令車廂乘客互相交疊。當乘客爭相逃走時，車廂出現人踩人慘況，有人因此而痛苦呼嚎。當時的車廂內滿佈血漬，不少受傷乘客被困於車廂內未能離開，他們因此不斷呼叫「救命」。有乘客表示，他們事發後曾嘗試找巴士上的手鎚打破窗戶逃生，但因車廂內的座椅東歪西倒，部份更被壓至變形，故難以找尋手鎚的蹤跡。最後他們只能破開車尾逃生門及從爆破的車窗中逃出。而部份輕傷乘客則協助傷勢較重的乘客離開車廂。離開車廂後的乘客在路面等待救援，並有不少人血流披面，傷勢嚴重。期間，涉事的車長一度行往車尾查看受傷乘客的狀況，並著乘客協助按掣關掉引擎。當時有一中年男乘客怒極而欲揮拳打向車長，怒斥對方駕車的態度惡劣。
消防員及救護員在接報後隨即到場，消防處一共派出200名消防及救護員，出動26輛消防車、37輛救護車、1輛流動傷者治療車、3輛急救醫療電單車到場救援，聖約翰救傷隊亦派出7輛救護車及多名隊員協助拯救工作，而那打素醫院及威爾斯親王醫院則派出兩隊流動醫療隊到場協助拯救傷者。救護員到場後將傷者逐一抬走，當中有人頭破血流。消防在事發後的一小時內，共發現18具遺體，全是因頭部重創及內傷，導致大量出血而死，當中有一名遇害者是在巴士站候車的乘客，他被困於翻側巴士的中間部份，被巴士活活壓至粉身碎骨，屍骨無存。由於事故遇害者眾多，醫管局啟動重大事故控制中心，新界東醫院聯網內的休班醫生及護士被召回沙田威爾斯親王醫院、大埔那打素醫院及北區醫院候命，心理學家亦準備支援有需要的人士。事件一共引起65人受傷，較為嚴重的傷者被送往較為接近事發地點威爾斯親王醫院和那打素醫院，而該等醫院分別接收15及13名傷者。而其餘傷勢較輕的傷者則被送往其餘位於新界及九龍的10家醫院治療，遠至觀塘區的聯合醫院、西貢區的將軍澳醫院及荃灣區的仁濟醫院亦要接收傷者。當晚10時，政府新聞處指出傷者中有9男1女情況危殆、15人情況嚴重、29人情況穩定，另有7人情況未知，1人已出院。
事發後，大埔公路–馬料水段來回方向介乎赤泥坪與松仔園之間的全線封閉，令該處的交通中斷。行經該段路的巴士及小巴路線須改經吐露港公路，然後返回原有路線行駛，該等路線介乎雍怡雅苑至落路下各站暫停服務。其後，道路在封閉12小時後，於翌日早上6時35分重開。

### 善後工作

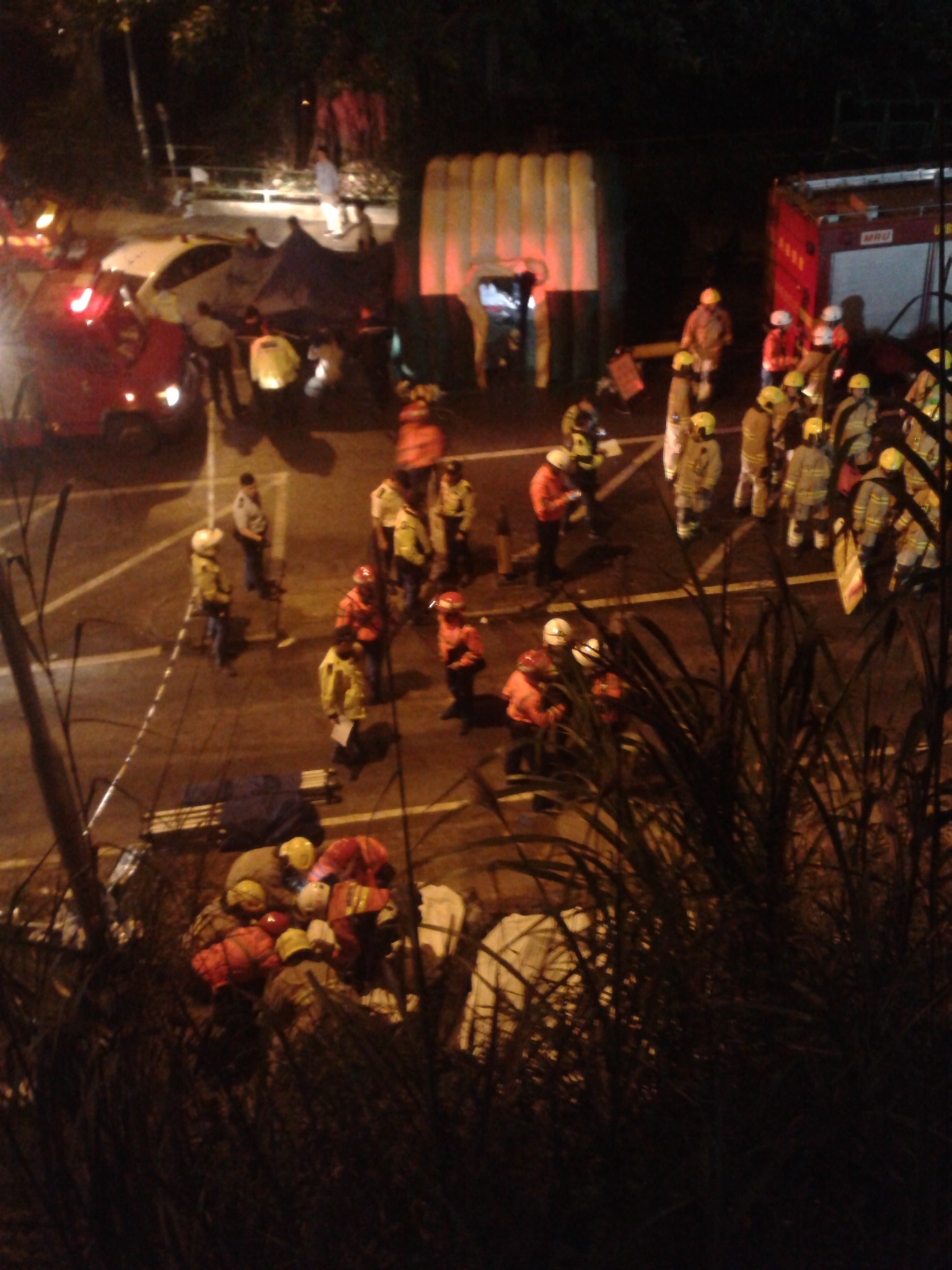
消防員將車禍死者遺體搬往臨時停屍間

政府高層隨即取消他們原有的活動，包括行政長官林鄭月娥臨時缺席擔任主禮嘉賓的胡楓演唱會、運輸及房屋局局長陳帆臨時離開正在出席的港鐵傳媒聚會。晚上，林鄭月娥聯同政務司司長張建宗、陳帆、食物及衞生局局長陳肇始、勞工及福利局局長羅致光及民政事務總署署長謝小華等政府高層在禮賓府召開緊急會議，商討有關處理事宜。林鄭月娥與多位問責官員於當晚10時穿上黑衣到威爾斯親王醫院探望傷者。她稱對今次事故表示非常哀痛，並對死傷者及其家屬致以深切慰問。
在翌日凌晨0時起，消防員隨即展開移正巴士的工作，惟過程並不順利，當局起初只能將巴士移離被完全壓毀的巴士站，並不能將巴士扶正。其後，在兩架拖車的協助下，當局於凌晨2時完成移正工作。當日凌晨約4時半，一名送往聯合醫院搶救的傷者不治去世，是唯一在車禍現場以外被確定死亡的遇害者。肇事巴士在凌晨4時45分被拖往大欖涌車輛扣留中心，而該路段則於清晨6時35分重開。
翌日下午3時，當局於事發現場舉行路祭儀式，死傷者的家屬獲當局安排旅遊巴接載他們前往事發現場。因此，當時的大埔公路再度封閉，只餘下一條線供行車之用，而途經上述道路的巴士亦需再度改經吐露港公路。現場擺放了死者的牌位，並有進行道教儀式及安排道士進行招魂儀式等。眾家屬皆流露哀慟神情，向他們的親人致意。及後，眾家屬躹躬、獻花後於下午5時離開，而道路則於下午5時10分重開。
而在事故中被壓毀的大埔尾巴士站，九巴方面則於事故後兩日重新設立巴士站站牌，原有的候車站亭亦已獲重置。
同年4月27日起，介乎赤泥坪至雍宜路一段大埔公路的車速限制，由每小時70公里降低至50公里，翻側事故發生地點在此路段內。同時，當局針對公路進行各項改善措施，包括加強交通標誌和道路標記，包括急彎和減速標誌，並擴闊巴士站停車彎、加設護欄分隔巴士站與行車路和優化行人過路設施等。同年12月，當局在肇事位置附近完成安裝俗稱「快相機」的超速攝影機。

## 各方反應

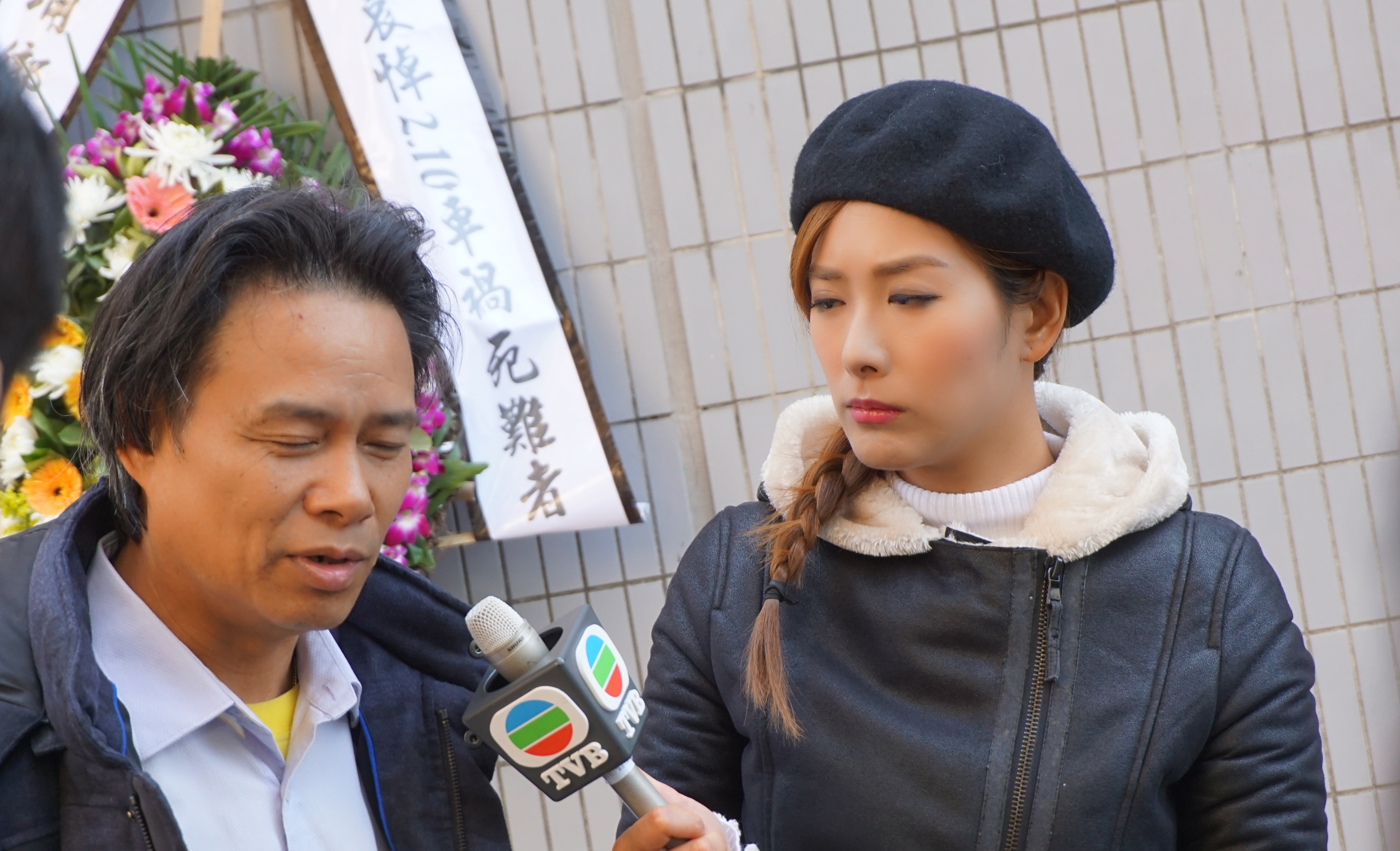
其中一名生還者向《東張西望》主持吳幸美講述感受

### 香港特區政府
在即時應變方面，香港警察就車禍設立熱線1878 999，讓市民查詢意外中死傷者資料。而醫院管理局、社會福利署、民政事務署則啟動應變措施，分別在各間醫院、葵涌殮房設立支援站，協助家屬尋找親人。
而在長遠支援方面，香港特區政府為傷者及死傷者家屬提供經濟及心理支援服務，每個受影響家庭都會有一名專職社工提供協助。政府亦會成立一個由法官主持的專責調查小組，檢討香港公共交通的安全問題。林鄭月娥指出，獨立調查小組的工作範疇較為廣泛，並非只針對今次事故成因，而是針對專營巴士的系統性問題提出建議。
同年2月12日傍晚，行政長官林鄭月娥宣佈，為了哀悼遇難者及顧及社會大眾情緒，在考慮過社會各界意見後，決定取消2018年度的香港賀歲煙花匯演，特首表示「聽得到或感受到這個建議或許得到社會廣泛認同」。。該決定得到贊助該次煙花匯演機構其士集團的理解，而取消活動所節省的100萬元開支，則捐予死傷者家屬使用。
特區政府在2月13日下半旗致哀，而同日晚上在維多利亞港上演的幻彩詠香江亦暫停一天。在事件後接續的農曆新年期間，各官員亦盡量避免出席慶祝活動。

### 中共中央和中央駐港機構
事件引起黨和國家領導人的重視，中國共產黨中央委員會總書記習近平第一時間了解車禍的傷亡和救傷情況，並指示中央政府駐港聯絡辦負責人向行政長官林鄭月娥轉達哀悼和慰問。習近平總書記亦對特區政府及時開展應急處置工作予以肯定。國務院總理李克強和全國人大常委會委員長張德江也請駐港聯絡辦轉達哀悼與慰問。
中共中央港澳工作協調小組辦公室、國務院港澳事務辦公室就此事故發出慰問函，向遇難者表示沉痛哀悼，並向受傷者和遇難者親屬表達深切慰問。
香港中聯辦對此意外表示痛惜和難過，對事故中的死者表示沉痛哀悼，並表示如特區政府有任何需要，該辦公室將提供一切協助。中聯辦主任王志民委託副主任陳冬前往屯門醫院看望傷者，了解他們的病情和治療情況，並向遇難者表示哀悼。除慰問傷者和死傷者家屬外，他亦向醫護人員表達感謝及祝願傷者早日康復。

### 九巴

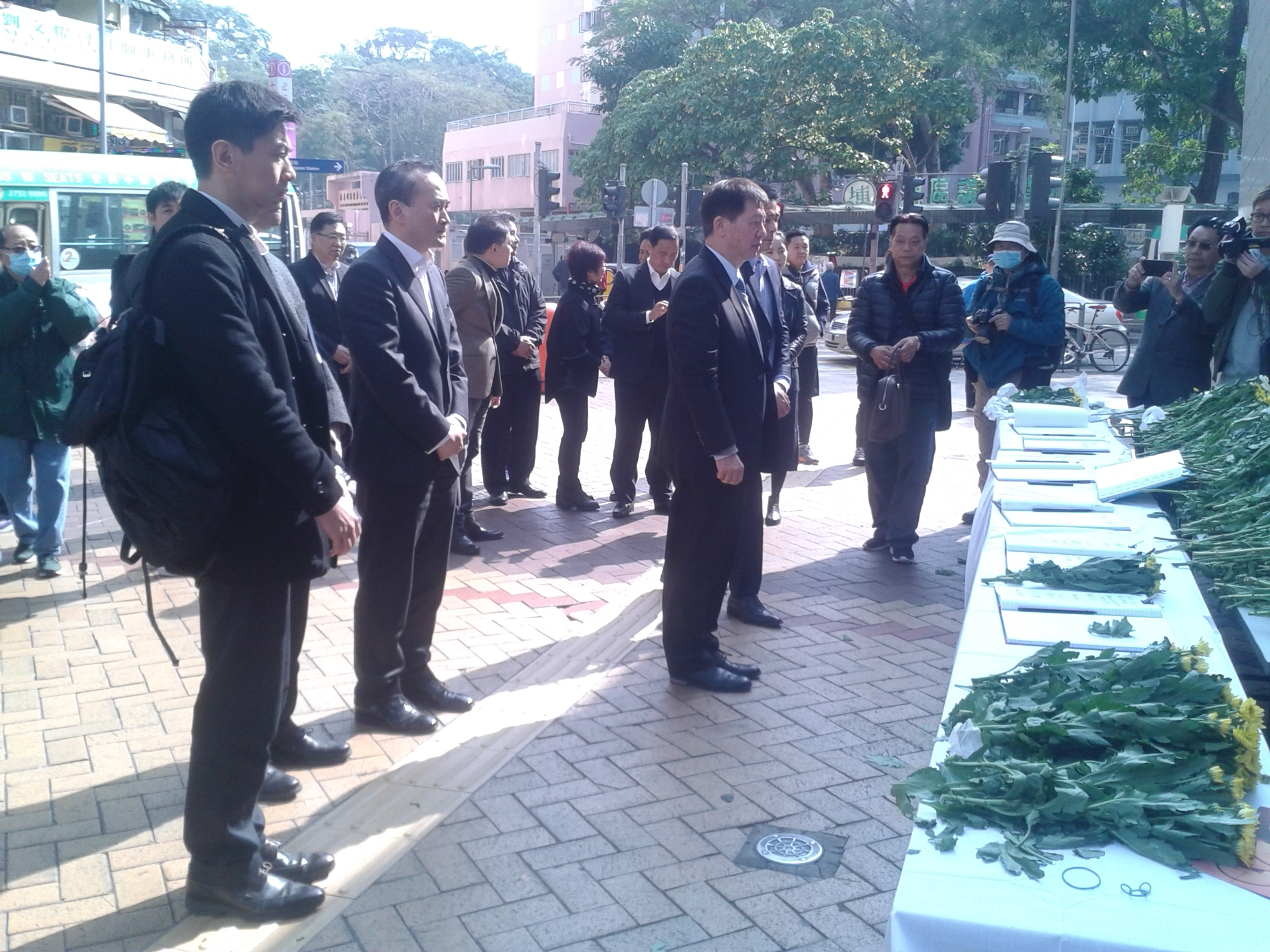
九巴董事總經理李澤昌（左三），聯同董事李鑾輝、企業策劃及業務發展總經理蘇偉基、車廠總經理彭樹雄、傳訊及公共事務部副主管及前無綫新聞主播林子豪（左一）於出席區議會會議前到大埔地區人士所設的吊唁處致哀。

九巴企業策劃及業務發展總經理蘇偉基於事發當晚到車禍現場了解情況，在會見傳媒時鞠躬道歉，並指對事故深表遺憾。九巴則向每個受影響家庭發放8萬元慰問金，亦即時設立兩條電話熱線處理家屬的求助及索償事宜。他們亦表示會成立一個調查委員會，徹查事故並檢視行車安全，預計於一個月內向運輸署提交報告。該公司的社交平台則在當晚將大頭相轉為黑白色，旁邊的封面圖片亦更換成黑白色的通告，上面寫上「九巴對今次意外表示極度遺憾和難過，並深表歉意」。
而九巴內部於2月12日下午於九龍灣車廠舉行默哀儀式，由九巴公司董事會主席梁乃鵬率領多名九巴管理層及逾百名前線人員，於車廠天台默哀一分鐘。而九巴亦於同日舉行內部調查委員會的第一次會議，成員包括董事會主席梁乃鵬、董事會副主席陳祖澤及曾任香港警務處處長的非執行董事曾偉雄。其後，九巴於2月13日發出通告宣布原定於農曆新年間舉行的多場新春團拜活動全部取消。
2月14日起，九巴和龍運停止招聘兼職車長，亦要求每星期工作時數少於18小時的209名兼職車長暫時停工兩個月，而他們的薪金及職位將於期限結束後繼續保留。
而事發後下一個星期日（2月18日）為農曆年初三的賽馬日，九巴通知部分兼職車長當日無需駕駛馬場特別路線，並改由具有豐富駕駛經驗的車長駕該等路線接載市民。九巴亦在當日起開辦872X線輔助872線服務，該線同樣由沙田馬場單向前往大埔中心，但改行吐露港公路，並不途經事發的大埔公路。 意外後沙田馬場路線的首個服務日，吸引大批傳媒和巴士迷到沙田馬場和隨車採訪。當日開車安排以872X線優先開出，派出4輛雙層巴士服務；而872線則根據乘客需求開出兩個班次，使用富豪B7RLE單層巴士行走，其中頭班車（AVC65／RK4319）在傍晚6時15分開出，由過往曾有駕駛該路段經驗及表現良好的蘇子裕車長駕駛，車務督察亦有隨同觀察，客量明顯比上個服務日減少。

### 香港賽馬會
香港賽馬會表示對賽馬日賽事後發生車禍感到非常痛心，向死傷者及家屬致以深切慰問，並會考慮數個協助死傷者的方案，當中包括研究發放慰問金。由於事件涉及馬迷，馬會認為會方作為香港最大機構之一亦應出一分力。其後，香港賽馬會決定從特別援助基金撥出1000萬元協助死者家屬。
此外，香港賽馬會於2月14日在跑馬地馬場舉行的賽馬日前進行一分鐘默哀儀式，並取消當日場內的娛樂表演活動及下半旗致哀為死者致意。而事發後一周的農曆新年賽馬日則如期舉行。

### 巴士業者

#### 巴士工會
兩間九巴工會批評管理層忽略正職車長工時過長，待遇差，導致人手大量流失，指兼職車長培訓時間不足，容易發生意外。認為九巴不應聘請外來人擔任兼職車長。
- 巴士業職工會聯盟發稿對意外深表遺憾，並對死傷家屬慰問，但同時表示政府、巴士公司多年來未有正面回應聯盟提出《巴士車長工作指引》作檢討的訴求，表示不滿。聯盟促政府加強監管兼職車長的工作安排，包括修改車長工作指引，縮減工時、增加底薪，設立工資指引和吸引新人入行等措施。[86]
- 工聯會汽車交通運輸業總工會九巴分會副主任黎兆聰批評九巴管理層只顧賺錢及剝削前線巴士司機，忽略為司機提供培訓。他更指部分車長被更改行車路線後，每天只有6小時休息時間，質疑政府及公司管理層未有妥善監管兼職司機表現。[87][88]
- 資深巴士車長，九巴職員權益工會理事長李國華批評九巴近年要求車長縮減休息時間至僅符合運輸署最低要求，加上同工不同酬，年資和經驗不被重視下，不少有一定年資的車長決定離職。而且兼職車長僅兩日培訓，很少到繁忙路段訓練就能行車載客，認為「很容易出事」。[89]

#### 城巴創辦人
2018年2月12日，城巴創辦人李日新（Lyndon Rees）於個人社交網站撰文，對事件表達深切哀悼。他認為事件與車長的心理狀態有關，巴士公司難以防範，並強調車長面對乘客指摘時應保持冷靜，必要時可以拒絕開車和要求公司支援。他同時批評對車長有敵意態度的乘客，亦需要負上部分責任。
另外，他亦批評部份政黨、傳媒和工會針對巴士公司聘請兼職車長制度的說法。他指出大部份兼職車長與正職車長一樣，對車長工作充滿熱誠和責任感。

### 政黨及地方政團

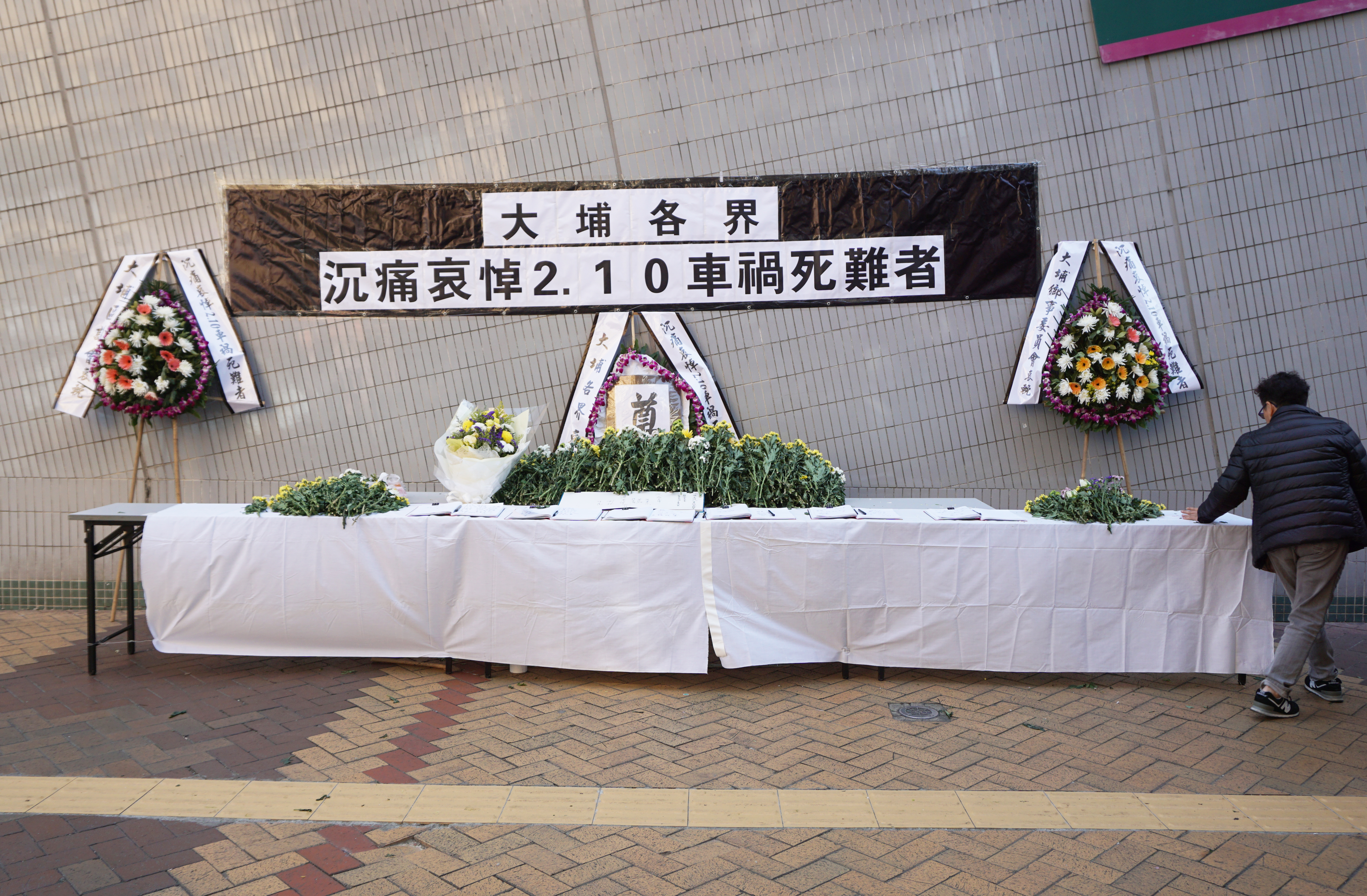
大埔綜合大樓外設弔唁處，供市民簽署弔唁冊並獻花憑弔

- 民主黨：身兼立法會交通事務委員會副主席的林卓廷議員對事件深表哀悼，並向死傷者及其家屬致以慰問。他指，近年多宗巴士嚴重車禍皆出現上層車廂被削去的情況，他促請政府徹查巴士車身設計，以保障上層乘客安全。[93]
- 公民黨：發表聲明向死傷者家屬致以深切慰問，並促請政府盡快調查意外成因及公佈調查結果。[93]
- 社民連：前社民連立法會議員梁國雄在事發後翌日舉行的民主派造勢大會上，呼籲特區政府暫停2018年農曆新年煙花匯演，改以全城為事故死難者關燈默哀一分鐘。民主黨主席胡志偉贊同有關建議，認為這是政府最直接表示關切的舉動。[94]
- 民建聯：該政黨要求政府和巴士公司全力協助死傷者家屬度過難關，並就事件作出深入調查，避免同類意外再度發生。[95]
- 經民聯：發表聲明表示對事件的關注及對罹難者家屬致以慰問。該黨希望受傷的乘客早日康復，並希望政府及巴士公司盡快認真徹查車禍的成因，並汲取教訓避免同類事件再發生。他們亦促請政府改善現場的交通設施及做好善後工作。[93]
- 新民黨：該黨主席及立法會議員葉劉淑儀、成員及立法會議員容海恩及正在當時參選立法會香港島地方選區補選的陳家珮在事故翌日出席「大埔各界沉重哀悼2.10車禍死難者」活動，向死傷者致以哀悼。[96]
- 自由黨：主席張宇人對車禍深表難過，並向死傷者和家屬予以深切慰問。而「自由黨關懷基金」則撥出50萬元予政府用作大埔車禍恩恤金。[97]
- 大埔各界協會：該會於11日下午開始於大埔綜合大樓外設弔唁處，放有弔唁冊及菊花讓市民致意及悼念。[98]

### 各慈善組織

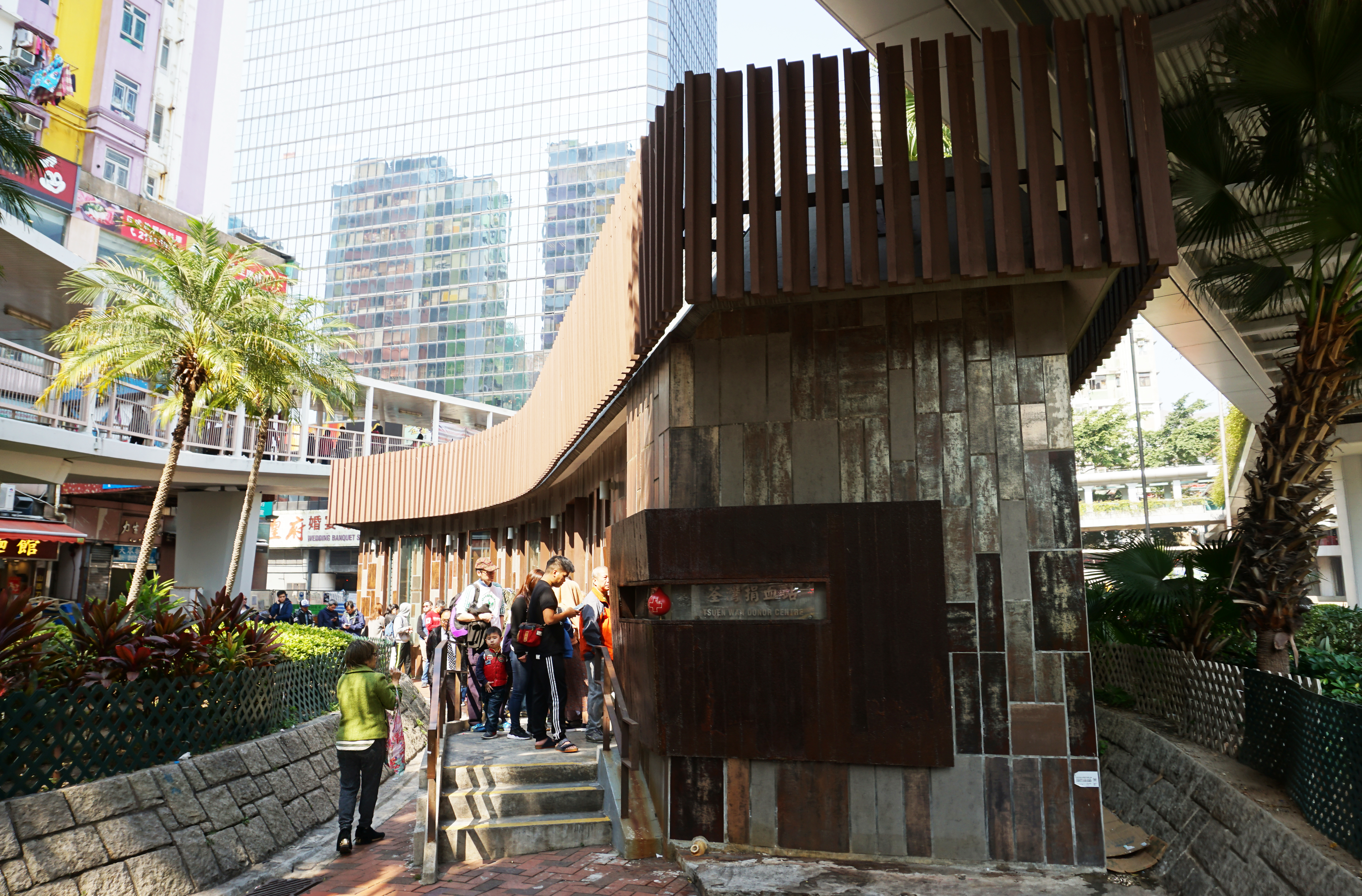
香港紅十字會因應車禍而須使用較多血液，大批市民自發到各捐血站排隊捐血

- 博愛醫院：臨時捐出200萬元讓死傷者度過難關，並聘請社工跟進事件。[47]
- 仁濟醫院：「仁濟緊急援助基金」撥捐200萬元支援死傷者家屬。[99]
- 仁愛堂：董事局撥捐200萬元支援死傷者家屬。[100]
- 樂善堂：「樂善關懷基金」即時撥捐100萬元予以援助，盼能為死傷者和其家屬提供到最即時緊急經濟援助，以解燃眉之急。[101]
- 嗇色園：設立緊急援助基金協助死傷者家屬渡過難關。他們考慮到死者家屬或有不同宗教背景，故在祭祀上未有特別安排。[102]
- 香港紅十字會：該會表示，由於市民受交通意外影響，大批市民響應網上呼籲到紅十字會捐血站捐血，令等候捐血的時間較平常增加，據該會表示，有關的呼籲並非該會官方發出，但仍對於市民的熱心呼籲及耐心等候捐血表示謝意，並增派人手應付人潮。在車禍發生後的24小時，各醫院共索取了70包血液，而該會於2月11日星期日共接獲1839宗捐血登記，並成功收集1112袋血液。該會亦於事發後翌日在大埔中心巴士總站設置櫃台，讓市民填寫心意咭，稍後轉送給受傷人士或死者家屬以表達心意。[103]

## 議會討論

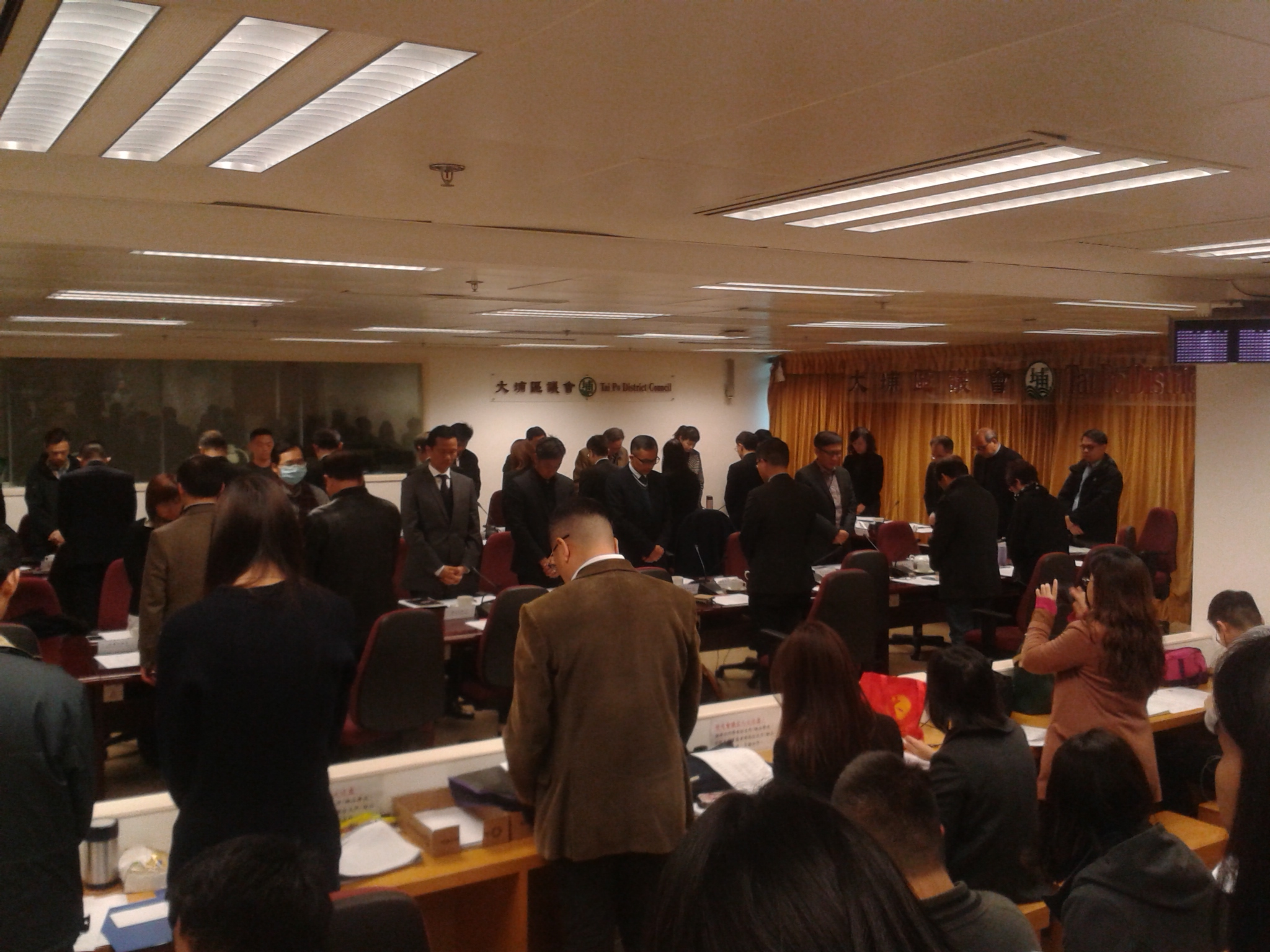
大埔區議會舉行特別會議，各與會者於會前默哀致意。

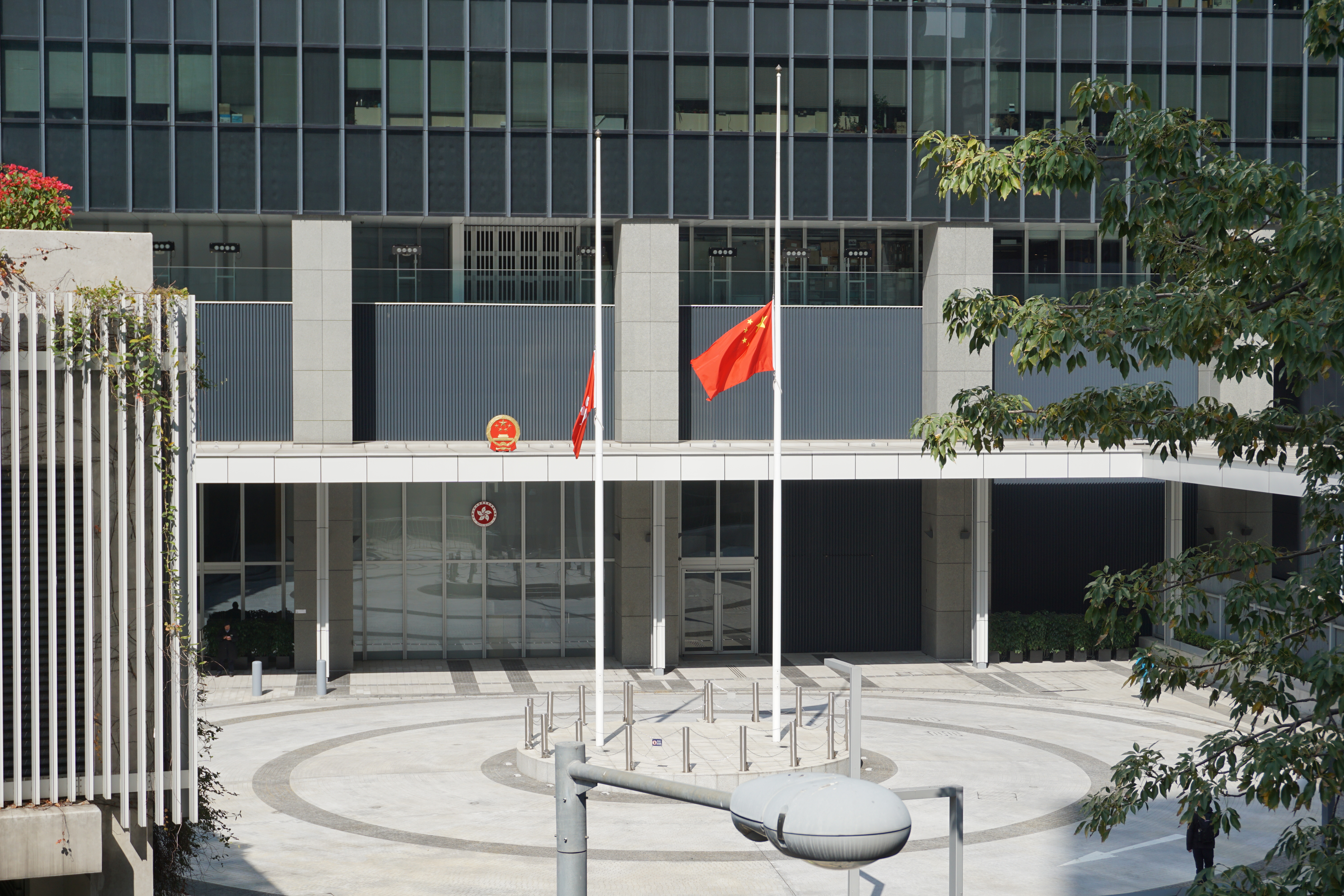
政府總部為死難者降半旗致哀

由於此事故受香港社會廣泛關注，立法會交通事務委員會及大埔區議會曾召開特別會議討論。

### 大埔區議會
大埔區議會於2018年2月12日舉行特別會議，九巴董事總經理李澤昌在會議上先就事件兩度鞠躬道歉，再重申會全力協助死傷者家屬。席間，多位議員於發言時對九巴聘請車長安排及訓練車長過程兩方面提出意見。
- 區議會副主席黃碧嬌質疑涉事路段是否適合讓車輛以最高時速70公里行走，她詢問政府官員能否安排實地視察馬路和進行擴闊路面工程。而她於發言時，一度因親友於車禍離世而落淚。[104]
- 區議員李國英批評九巴縱容曾經犯下交通罪行的車長繼續工作的做法。她指，這變相是將巴士上所有人命安全交託在一個曾犯錯的司機身上。她建議九巴在聘請司機時，可考慮將他的背景上報予行政部門審核，經審查後才決定是否聘用。[105]
- 區議員任萬全質疑雙層巴士行駛舊式道路的安全性。他指，該段道路的車速限制過快，對巴士行駛的危險性過高。另外，他又質疑九巴聘用兼職車長的條件是否過於寬鬆。[104]
- 區議員任啟邦批評九巴處理兼職車長的培訓與操守出現問題。他指，兼職車長只需兩日培訓就可以擁有巴士駕駛牌照的時間過短，而且九巴亦沒有盡力確保他們的駕駛態度應保持專業。[105]

運輸署署長陳美寶回應時表示，涉事路段原本已設有「慢駛」路面標示及路牌，但於車禍中受損壞而受復修。同時會就涉事路段的道路安全，就路面設計、車速限制、路面標示及車輛偵速等安排，該署會積極及盡快作出跟進及全面檢討，並會跟附近村民會面以商討臨時巴士站安排。

### 立法會交通事務委員會
立法會交通事務委員會於2018年2月15日上午就此事故召開特別會議作出討論，九巴董事總經理李澤昌特前往該會議向立法會議員交代事件。會上，他解釋暫時取消聘請兼職車長的安排，乃是基於市民覺得兼職車長的駕駛質素並不安全下的決定。但他指出，兼職車長於運輸行業上仍有需求，停止聘用兼職車長會令部份路線脫班情況變得嚴重。九巴亦與運輸署商討修改巴士服務的可能性，並對全部巴士座位安裝安全帶持開放態度。此外，他代表九巴承認肇事車長正式駕駛872線前沒有進行路線駕駛訓練，亦表示巴士公司不會聘請曾經有被停牌或危險駕駛紀錄的車長。如果有車長在職期間違反危險駕駛罪名，他們會即時解僱該車長。

## 意外調查及法律程序

### 意外調查
2月12日，警方聯同政府化驗師開始進行調查及搜證工作，他們於下午2時重返事發現場。而另一隊調查人員則於下午3時在交通部、鑑證科，以及九巴技術人員陪同下，到大欖涌車輛扣留中心檢驗肇事巴士。探員在過程中拆走巴士的行車紀錄儀，並在車廂內拍照及掃取指模作調查之用，而運輸署的人員則檢查車胎等裝置。2月13日上午，調查人員再前往大欖涌車輛扣留中心檢驗巴士，先啟動巴士測試其機件性能，後將巴士吊起以便仔細檢查車底情況。

### 法律程序
涉事司機於2月10日晚上10時被警方以危險駕駛引致他人死亡及嚴重受傷為由而拘捕。新界北重案組在其被捕後接手案件，並循誤殺方向調查。傳媒報道肇事車長被捕後一直保持緘默，拒絕向警方講述事發經過，並已聘請律師處理相關訴訟事宜。
2月12日，警方正式落案控告肇事車長「危險駕駛導致他人死亡」罪名。案件於2月13日在粉嶺裁判法院提堂，車長毋須即時作出答辯。控方因需要等候警方進一步調查、為其餘乘客及行人錄取口供、索取驗屍報告及驗車官化驗報告、以及檢視巴士黑盒五個原因，向裁判官申請押後審訊8星期並獲接納。辯方曾提出以六萬元現金和人事擔保，申請被告保釋外出。惟裁判官鑑於案情嚴重，拒絕保釋外出申請，被告須交由懲教署看管。
2月21日，肇事車長再於粉嶺裁判法院作擔保覆核，他以現金及人事擔保共7萬港元，再次申請保釋，希望外出照顧雙親，承諾交出旅遊證件、不得離開香港和保釋期間不會駕駛，並每日到警署報到。惟主任裁判官認為證供更加強烈，再次駁回其申請。他一度稱8日後會再申請保釋，經考慮後改變主意，暫時不再申請擔保，繼續還柙由懲教署看管。
案件4月10日於粉嶺裁判法院再提堂，控方庭上稱九巴只向警方提供肇事車長的受訓大綱，而未能提供其受訓紀錄。控方又透露，肇事巴士上俗稱「黑盒」的行車紀錄儀備有加密數據，警方案發後已去信德國廠方要求解密，預料4月第二個星期有回覆。裁判官將案押後至7月13日再訊，以待警方比較「黑盒」數據及索取其受訓紀錄，車長繼續還押。
10月10日，案件再度提堂。控方發現車長以逐漸增加及過高速度行駛，並在轉入右彎時沒減速，在取得法律意見後，將車長的一項危險駕駛引致他人死亡罪名修改為誤殺罪，共被控19項誤殺罪及18項危險駕駛引致他人身體受嚴重傷害罪名。案件轉交高等法院審理。
2020年7月7日，自小被診斷患有亞氏保加症的被告在高等法院承認19項誤殺罪及19項危險駕駛引致他人身體受嚴重傷害罪，合共38項控罪。辯方律師求情指被告承認犯案時失控導致意外，但他當時只是不懂處理乘客反應，並非如乘客所想的在發脾氣，而公司在他學習駕駛872號線時沒有提供慣常培訓，僅用私家車載他跟路線，不熟悉路況亦是意外原因。法官李素蘭斥責被告自私，未理會乘客安全，明顯不會控制情緒，並讓其情緒影響駕駛判斷，用車輛作為報復他人的武器，判每項誤殺罪入獄14年、每項危險駕駛引致他人嚴重受傷罪入獄4年，所有刑期同期執行，合共判被告入獄14年，並終身停牌。法官亦特別將本案與南丫島海難比較，指本案被告蓄意以惡劣態度駕車，案情較後者更嚴重。

## 引發事件

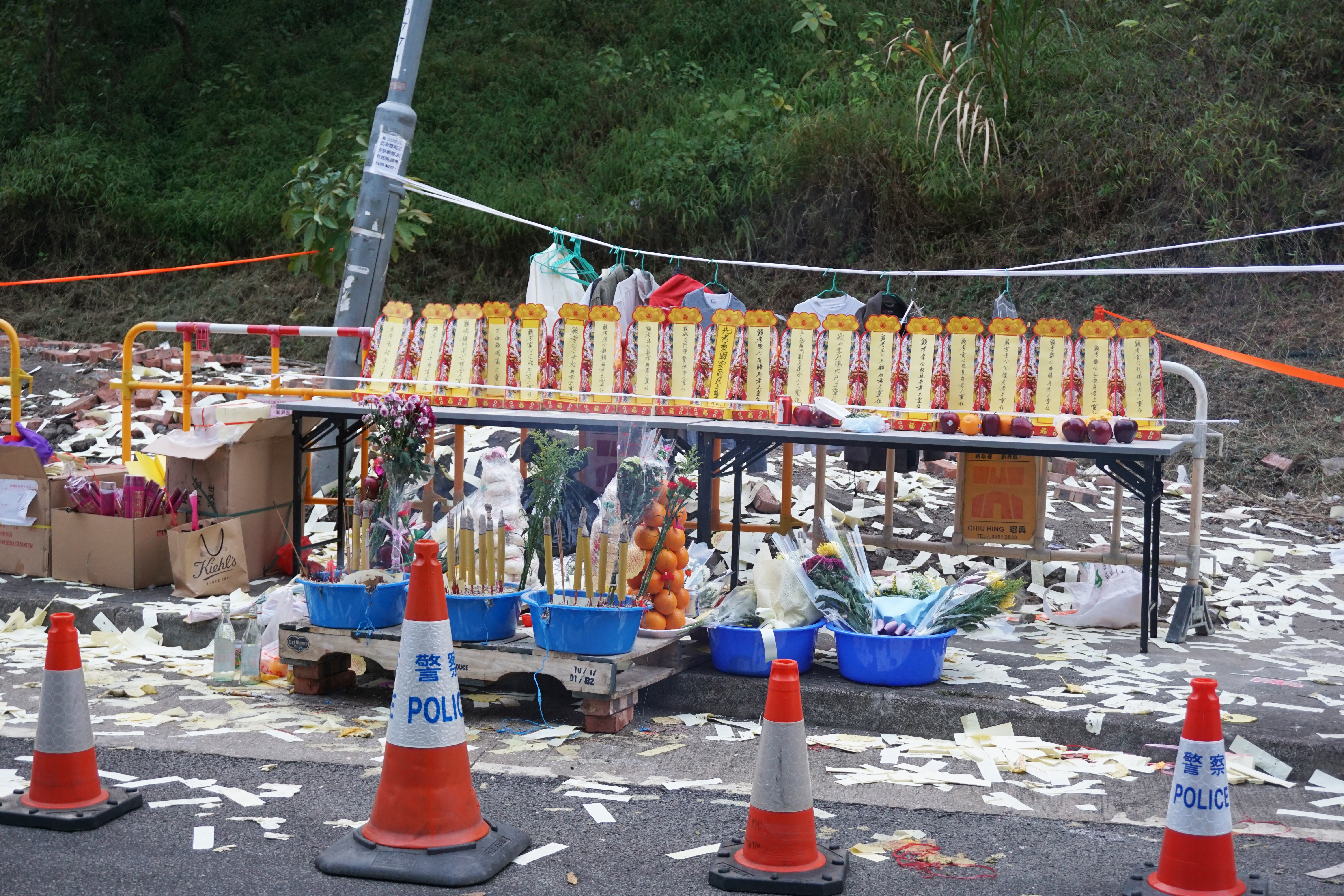
事發翌日於現場舉行路祭，惟祭壇上的靈位因匆忙準備而多出一個（涉及最左面的一位，當時事主仍在醫院搶救中），社會福利署對此表示歉意

### 無綫記者採訪被批評阻礙救援
有網民在now新聞台電視直播中發現警員協助清場並要求現場傳媒到其他位置拍攝時，一名疑似無綫新聞的女記者表示即將開始直播，並詢問「你畀三分半鐘我哋得唔得」（你可不可以給我們三分半鐘？），而警員隨即稱救人較重要。此事件遭網民批評阻礙救援。無綫電視最初未有回應，到晚上回覆《香港01》查詢時證實公司一名女記者曾向警員詢問，稱消防是在數小時後才進行吊車，強調該名女記者絕無在任何時間阻礙消防的救援行動。now寬頻電視表示不清楚事件，而有線電視則表示涉事記者並非有線電視記者。有網民不滿無綫聲明的態度。

### 路祭靈牌多出一塊
醫管局指死亡人數為19人，但現場路祭卻放置了20個靈牌。時任大埔區議會副主席黃碧嬌表示，現場放置了20個靈牌的原因乃是由社會福利署錯誤發放資料所致，她認為署方應就事件道歉及交代。而社會福利署則回應指，雖然他們的職員已時刻留意最新資料作出安排，但由於路祭儀式的籌備時間極為緊迫，對於資訊傳遞出錯而導致靈牌數目有誤表示歉意。

### 利用車禍進行詐騙
警方於2月11日起接獲多宗報案，指有人冒充九巴車禍死者家屬，並遺下一對孿生幼兒，呼籲市民捐款到兩個銀行戶口。其後，警方於2月13日在旺角以涉嫌有犯罪或不誠實意圖取用電腦為由拘捕一名25歲姓張女子。警方經初步調查後，相信暫時未有人因此而受騙。

### 間接取消賀歲煙花
部分市民及立法會議員胡志偉、梁美芬認為，由於意外後的第七天正值年初二（正確為大年初一），是死難者的「頭七」，他們指出政府不應舉行2018年度的香港賀歲煙花匯演，但政府顧慮取消煙花成為常態，難以拿捏。
2018年2月12日下午，行政長官林鄭月娥宣佈取消於2018年2月17日（星期六）香港時間晚上8時於維多利亞港上空舉行的戊戌狗年賀歲煙花匯演。香港旅遊發展局主席林建岳憂慮取消香港新春花車巡遊會令旅客失望，稱「取消要向全球旅客解釋」。另外，有網民指香港每日都有人死亡，取消煙花也不能改變現實。他們認為，取消煙花的做法不但浪費籌辦煙花的人力物力，也如同要所有香港市民陪同死者家屬一同哀悼逝者般，對市民並不公平。康樂及文化事務署其後表示，因煙花已開封的關係，其穩定性受影響而不能留作日後使用。故該署在考慮公眾安全的前提下，決定於2月17日早上7時在大鴉洲銷毀全數28,999枚、總重量約為5噸的煙花。

### 間接引發工業行動
於2017年9月深水埗車禍後，運輸署對《巴士車長工作、休息及用膳時間指引》作出修改，而九巴亦公佈「車長薪酬改善方案」，但被指資方只將獎金撥入底薪計算，被部份車長形容方案是數字遊戲，亦批評資方只與「汽車交通運輸業總工會九巴分會」及「九巴職工總會」進行協商，並不能代表車長意見，車長葉蔚琳更於2018年2月24日晚上於九龍尖沙咀東（麼地道）巴士總站進行罷駛。

### 巴士迷使用肇事巴士同一車牌
2023年2月1日，《明報》發現一名巴士迷將一部已經退役的巴士換上車牌「LX9991」行駛。當年車禍傷者指涉事巴士車主行為不道德。不過涉事車主認為無必要就掛舊車牌解釋。而運輸署證實涉事車牌未有編配給任何車輛。警方表示事件已交西九龍交通部交通調查隊跟進，暫列交通投訴處理。

### 電影
- 2001年威尼斯電影節獲獎香港電影《車四十四》，女司機受劫匪調戲憤而墜江，報復冷漠坐視的乘客

### 電視劇
- 2023年無綫電視劇《新聞女王》，劇中的雙層巴士翻側事故由此事故改編而成

### 类似事件
司機個人原因
- 國道陸客團遊覽車縱火案
- 2018年重慶萬州公交車墜江事故
- 2020年貴州公交車墜入虹山湖水庫事件

超速落斜引發翻側
- 西貢南邊圍旅遊巴翻側事故

## 外部連結
- 香港巴士大典上的相关条目：2018年九巴872線巴士翻側事故

| 香港傷亡最慘重的車禍                                      | 香港傷亡最慘重的車禍                                      | 香港傷亡最慘重的車禍                                     | 香港傷亡最慘重的車禍                                  | 香港傷亡最慘重的車禍                                      |
| 1                                                         | 2                                                         | 3                                                        | 4                                                     | 5                                                         |
| --------------------------------------------------------- | --------------------------------------------------------- | -------------------------------------------------------- | ----------------------------------------------------- | --------------------------------------------------------- |
| 2003年7月10日 屯門公路雙層巴士墮坡事故 21人死亡、20人受傷 | 2018年2月10日 大埔公路雙層巴士翻側事故 19人死亡、65人受傷 | 2008年5月1日 西貢南邊圍旅遊巴翻側事故 19人死亡、43人受傷 | 1973年7月22日 新大嶼山巴士墮崖事故 17人死亡、23人受傷 | 2019年12月18日 粉嶺公路雙層巴士撞樹事故 6人死亡、39人受傷 |